# Hildegund Amanshauser
Hildegund Amanshauser (* 1955 in Österreich) ist eine österreichische Kunsthistorikerin, Kuratorin und Autorin.

## Leben
Amanshauser studierte Kunstgeschichte, Klassische Archäologie und Philosophie in Salzburg und Wien. Sie wurde 1981 an der Universität Salzburg mit dem Thema „Untersuchungen zu den Schriften von Adolf Loos“ promoviert. Sie kuratierte Ausstellungen im Museum für Moderne Kunst Wien, der Wiener Secession, dem Salzburger Kunstverein und der Kunstakademie Münster. Im Mumok und der Wiener Secession war sie auch längerfristig im Haus als Kuratorin angestellt. Den Salzburger Kunstverein stand sie 1992 und von 1996 bis 2004 als Direktorin vor. Von 2004 bis 2009 war sie Professorin für Kunst und Öffentlichkeit an der Kunstakademie Münster. Von 2009 bis 2020 leitete sie als Direktorin die Internationale Salzburger Sommerakademie für Bildende Kunst Salzburg. Seit 2021 betreibt sie zusammen mit der Kunsthistorikerin Susanne Neuburger den Blog „KUNST.UND“ und veröffentlichen in unregelmäßigen Abständen Texte zur österreichischen Kunstlandschaft.
Für die Funktionsperiode 2023 bis 2028 wurde sie Vorsitzende des Universitätsrates der Universität für angewandte Kunst Wien.

## Publikationen (Auswahl)
- Öffentliche Kunst Salzburg 2012–2021[5], Verlag für moderne Kunst, Wien 2022
- Untersuchungen zu den Schriften von Adolf Loos, Dissertation Salzburg, veröffentlicht Wien 1985
- Kunstszene Wien, Falter Verlag, Wien 1993
- Navigating the Planetary, A guide to the planetary art world—its past, present, and potentials, Verlag für moderne Kunst, Wien 2020 (gemeinsam mit Kimberly Bradley)

Herausgeberschaft
- magazin 1 – 8, Jahresberichte Salzburger Kunstverein, 1996 – 2003
- mit Brigitte Franzen: Vorspann, skulptur projekte münster 07, Kunstakademie Münster 2007
- Kunst aus Bildung, Tagungsband im Rahmen der Serie Heraus aus dem Elfenbeinturm!, in Kooperation mit der Montag Stiftung Bonn. 2008
- Das schönste Atelier der Welt / The World’s Finest Studio, 60 Jahre Internationale Sommerakademie für Bildende Kunst, 60 years of Salzburg International Summer Academy of Fine Arts, Jung und Jung Verlag Salzburg, Wien 2013

### Aufsätze
Zahlreiche Texte in den verschiedensten Kunstmagazinen wie der Camera Austria, springerin, Kunstforum International etc.